# Jeff Feagles
(en) Statistiques sur pro-football-reference
 Jeff Feagles  est un joueur de Football américain, né le 7 mars 1966 à Anaheim (Californie), qui évolue au poste de botteur.
Homme de fer du football américain, Feagles n'a jamais raté un match de sa carrière, pour un record de 352 matchs joués consécutivement de 1988 à 2009. Il bat le record de Jim Marshall en jouant son 283e match de suite le 27 novembre 2005.

## Carrière
Au 25-11-2006, Feagles a disputé 298 matchs de NFL, effectuant 1482 coups de pied de dégagement (record NFL) pour 61 668 yards.
Il remporte le Super Bowl XLII contre les Patriots de la Nouvelle-Angleterre.
Il prit sa retraite en fin de saison dernière, saison où les Giants de New York ne sont pas parvenus à se qualifier pour les séries éliminatoires.